# Potamogeton × orientalis
Potamogeton × orientalis là một loài thực vật có hoa lai ghép trong họ Potamogetonaceae. Loài này được Hagstr. miêu tả khoa học đầu tiên năm 1908.